# كامارينياس
بلدية كامارينياس (بالإسبانية: Camariñas)‏، هي إحدى بلديات مقاطعة لا كرونيا إحدى مقاطعات إسبانيا، و التي تقع في منطقة جليقية شمال غرب إسبانيا.
يبلغ عدد سكانها 6.620 نسمة وفقاً لإحصائية سنة (2002).